# Quản lý quan hệ khách hàng điện tử
Quản lý quan hệ khách hàng điện tử hay E-CRM (tiếng Anh: Electronic Customer Relationship Management) là việc áp dụng các công nghệ dựa trên Internet như email, trang web, phòng chat, diễn đàn và các kênh khác để đạt được mục tiêu quản lý quan hệ khách hàng(CRM). Đây là một quá trình có cấu trúc và phối hợp chặt chẽ của CRM tự động hoá các quy trình trong tiếp thị, bán hàng, dịch vụ, hỗ trợ trải nghiệm khách hàng liền mạch và tối đa hóa sự hài lòng và sự trung thành của khách hàng.

## Phân tích
Một E-CRM hiệu quả làm tăng hiệu quả của các quy trình cũng như cải thiện tương tác với khách hàng và cho phép các doanh nghiệp tùy chỉnh các sản phẩm và dịch vụ đáp ứng được nhu cầu cá nhân của khách hàng.
Quản lý quan hệ khách hàng điện tử cung cấp một đường hướng tương tác giữa doanh nghiệp, khách hàng và nhân viên thông qua các công nghệ dựa trên web. Quá trình này kết hợp phần mềm, phần cứng, quy trình và cam kết của quản lý hướng tới việc hỗ trợ các chiến lược kinh doanh CRM toàn doanh nghiệp.
Quản lý quan hệ khách hàng điện tử được thúc đẩy bởi truy cập Internet dễ dàng thông qua các nền tảng và thiết bị khác nhau như máy tính xách tay, thiết bị di động, máy tính để bàn và bộ tivi. Tuy nhiên, đó không phải là phần mềm mà là việc sử dụng các công nghệ dựa trên Web để tương tác, hiểu và đảm bảo sự hài lòng của khách hàng.
Một hệ thống E-CRM hiệu quả theo dõi lịch sử của khách hàng thông qua nhiều kênh trong thời gian thực, tạo ra và duy trì cơ sở dữ liệu phân tích, và tối ưu hoá quan hệ của khách hàng trong ba khía cạnh thu hút, mở rộng và duy trì.
Chiến lược E-CRM điển hình bao gồm thu thập thông tin khách hàng, lịch sử giao dịch và thông tin sản phẩm, nhấp vào thông tin luồng và nội dung. Sau đó phân tích các đặc tính của khách hàng để phân tích giao dịch bao gồm hồ sơ của khách hàng và lịch sử giao dịch và phân tích hoạt động bao gồm các hoạt động thăm dò cho thấy khách hàng điều hướng, giỏ hàng, mẫu mua sắm và hơn thế nữa.

## Những lợi ích của E-CRM
- Cải thiện quan hệ khách hàng, dịch vụ và hỗ trợ
- Phù hợp với hành vi của khách hàng với các phiếu mua hàng phù hợp
- Tăng sự hài lòng và lòng trung thành của khách hàng
- Hiệu quả và giảm chi phí
- Tăng doanh thu

Các doanh nghiệp chiến lược và triển khai giải pháp E-CRM có thể sắp xếp các quá trình của họ xung quanh công nghệ để cung cấp trải nghiệm khách hàng chất lượng cao và không liên tục trên tất cả các kênh. Khách hàng có khả năng tự giúp mình thông qua các dịch vụ trực tuyến được cá nhân hoá sẵn có theo yêu cầu. Internet cung cấp một môi trường đơn giản và lý tưởng để khách hàng có thể lấy thông tin từ các trang web, mua sản phẩm và tìm câu trả lời bằng cách sử dụng phần FAQ, diễn đàn hoặc phòng chat.

## Quy trình triển khai e-CRM
Khi triển khai quy trình eCRM, có ba bước sau,
- Thu thập dữ liệu: Giới thiệu về khách hàng thông tin ưu tiên để chủ động (trả lời kiến thức) và thụ động (lướt web) thông qua trang web, email, bảng câu hỏi.
- Kết hợp dữ liệu: Lọc và phân tích cho các nhu cầu cụ thể của công ty để hoàn thành khách hàng.
- Tương tác với khách hàng: Theo nhu cầu của khách hàng, công ty cung cấp phản hồi phù hợp cho họ.

Khi doanh nghiệp tích hợp thông tin khách hàng của họ, có ba thành phần chiến lược eCRM,
- Hoạt động: Bởi vì chia sẻ thông tin, các quy trình trong kinh doanh nên làm cho nhu cầu của khách hàng là thực hiện đầu tiên và liền mạch. Điều này tránh nhiều lần để làm phiền khách hàng và quá trình thừa.
- Phân tích: Phân tích giúp công ty duy trì mối quan hệ lâu dài với khách hàng.
- Cộng tác: Do công nghệ truyền thông được cải tiến, các phòng ban khác nhau trong công ty thực hiện (nội bộ) hoặc làm việc với các đối tác kinh doanh (liên ngành) hiệu quả hơn bằng cách chia sẻ thông tin. (Nenad Jukic và cộng sự, 2003)

## Khác biệt với CRM
Sự khác biệt lớn giữa CRM và eCRM,

### Địa chỉ liên hệ của khách hàng
- CRM - Liên hệ với khách hàng thông qua cửa hàng bán lẻ, điện thoại và fax.
- ECRM - Tất cả các phương pháp truyền thống được sử dụng ngoài Internet, email, không dây và các công nghệ PDA.

### Giao diện hệ thống
- CRM- Thực hiện việc sử dụng các hệ thống, nhấn mạnh ở cuối.
- ECRM - Được hướng nhiều hơn đến giao diện người dùng, tương tác với giao diện người dùng thông qua việc sử dụng các hệ thống, kho dữ liệu và các trung tâm dữ liệu.

### Hệ thống trên không (máy tính khách)
- CRM - Khách hàng phải tải các ứng dụng khác nhau để xem các ứng dụng cho phép web. Họ sẽ phải được viết lại cho nền tảng khác nhau.
- ECRM - Không có các yêu cầu này vì khách hàng sử dụng trình duyệt.

### Tuỳ chỉnh và cá nhân hoá thông tin
- CRM - Các quan điểm khác nhau dựa trên đối tượng và không có quan điểm cá nhân. Cá nhân hoá cá nhân yêu cầu thay đổi chương trình.
- ECRM - Cá nhân hóa lượt xem dựa trên lịch sử mua hàng và sở thích. Cá nhân có khả năng tùy chỉnh chế độ xem.

### Tập trung hệ thống
- CRM - Hệ thống (tạo ra để sử dụng nội bộ) được thiết kế dựa trên chức năng và sản phẩm của công việc. Các ứng dụng web được thiết kế cho một đơn vị hoặc đơn vị kinh doanh.
- ECRM - Hệ thống (được tạo ra để sử dụng bên ngoài) được thiết kế dựa trên nhu cầu của khách hàng. Ứng dụng Web được thiết kế để sử dụng cho toàn doanh nghiệp.

### Bảo trì hệ thống và sửa đổi
- CRM - Nhiều thời gian liên quan đến việc triển khai và bảo trì sẽ đắt hơn bởi vì hệ thống tồn tại ở các vị trí khác nhau và trên các máy chủ khác nhau.
- ECRM - Giảm thời gian và chi phí. Việc triển khai và duy trì có thể diễn ra tại một địa điểm và trên một máy chủ.